# Åbyhøj Kirke
Åbyhøj Kirke ligger på Silkeborgvej i Aarhus-bydelen Åbyhøj, Hasle Herred, Århus Amt. Kirken er tegnet af arkitekten Harald Lønborg-Jensen.

## Eksterne kilder og henvisninger
1. ↑  Vej for smuk til postkasser  TV2 Østjylland Aarhus

- Åbyhøj Kirke hos KortTilKirken.dk
- Åbyhøj Kirke hos danmarkskirker.natmus.dk (Danmarks Kirker, Nationalmuseet)

- Wikimedia Commons har flere filer relateret til Åbyhøj Kirke